# 2008–2009-es A1 Grand Prix-szezon
A 2008–2009-es A1 Grand Prix volt a sorozat negyedik idénye. A szezon előtt nem sokkal bejelentették, hogy a motorokat a Ferrari fogja szállítani.
Az autók karosszériája is egy Ferrarira, a világbajnok Ferrari F2004-en alapult.
A szezon során több versenyt is törölni kellett, a győzelmet végül az ír csapat szerezte meg.

## Versenyzők
| Ország             | Csapat[forrás?]         | Csapatvezető(k)[forrás?]                                    | Versenyzők                                      | Újonc versenyzők                                          | Tesztversenyzők                    |
| ------------------ | ----------------------- | ----------------------------------------------------------- | ----------------------------------------------- | --------------------------------------------------------- | ---------------------------------- |
| Ausztrália         | Alan Docking Racing     | Alan Jones                                                  | John Martin                                     | Ashley Walsh                                              | John Martin                        |
| Brazília           | Super Nova Racing       | Emerson Fittipaldi                                          | Felipe Guimarães                                | Felipe Guimarães Ana Beatriz                              |                                    |
| Kína               | Team Astromega          | Liu Yu                                                      | Ho-Pin Tung Cong Fu Cheng                       | Adderly Fong                                              |                                    |
| Franciaország      | Connor Racing           | Jean Paul Driot                                             | Loïc Duval Nicolas Prost                        | Nicolas Prost                                             |                                    |
| Németország        | GU-Racing International | Rolf Beisswanger                                            | Michael Ammermüller Andre Lotterer              | Michael Ammermüller Andre Lotterer                        |                                    |
| Egyesült Királyság | A1 Team Great Britain   | Tony Clements                                               | Danny Watts Dan Clarke                          | Dan Clarke Aaron Steele Danny Watts James Winslow         |                                    |
| India              | Argo Racing Cars Ltd    | Ravi Chilukuri                                              | Narain Karthikeyan                              | Armaan Ebrahim Narain Karthikeyan Parthiva Sureshwaren    |                                    |
| Indonézia          | Performance Racing      | Bagoes Hermanto                                             | Zahir Ali Satrio Hermanto                       | Zahir Ali                                                 |                                    |
| Írország           | Status Grand Prix       | Mark Gallagher, Teddy Yip Jr., John Hynes and David Kennedy | Adam Carroll                                    | Niall Quinn                                               | Adam Carroll                       |
| Olaszország        | Team Ghinzani           | Piercarlo Ghinzani                                          | Vitantonio Liuzzi Fabio Onidi Edoardo Piscopo   | Stefano Coletti Vitantonio Liuzzi Christian Montanari     | Edoardo Piscopo Fabio Onidi        |
| Dél-Korea          | Carlin Motorsport       | Jung-Yong Kim                                               | Hwang Jin-Woo                                   | Hwang Jin-Woo                                             | Hwang Jin-Woo                      |
| Libanon            | Argo Racing Cars Ltd    | Tameem Auchi                                                | Daniel Morad                                    | Daniel Morad Jimmy Auby                                   | Daniel Morad                       |
| Malajzia           | A1 Team Malaysia        | Alex Yoong                                                  | Fairuz Fauzy Aaron Lim                          | Aaron Lim                                                 | Fairuz Fauzy                       |
| Mexikó             | Campos Grand Prix       | Julio Jauregui Saad                                         | Davíd Garza Pérez Salvador Durán                | Juan Pablo Garcia                                         |                                    |
| Monaco             | A1 Team Monaco          | Clivio Piccione Hubertus Bahlsen                            | Clivio Piccione                                 | Hubertus Bahlsen                                          | Clivio Piccione                    |
| Hollandia          | Racing Team Holland     | Jan Lammers                                                 | Jeroen Bleekemolen Robert Doornbos              | Dennis Retera                                             | Jeroen Bleekemolen Robert Doornbos |
| Új-Zéland          | DSM                     | Colin Giltrap                                               | Earl Bamber Chris van der Drift                 | Earl Bamber Chris van der Drift                           | Earl Bamber Chris van der Drift    |
| Portugália         | Boer Racing Services    | Luís Vicente                                                | Filipe Albuquerque                              | Filipe Albuquerque Antonio Felix da Costa Armando Parente |                                    |
| Dél-Afrika         | Connor Racing           | Tokyo Sexwale                                               | Adrian Zaugg Alan van der Merwe                 | Gavin Cronje Cristiano Morgado                            | Adrian Zaugg                       |
| Svájc              | Boer Racing Services    | Max Welti                                                   | Neel Jani                                       | Alexandre Imperatori                                      |                                    |
| USA                | Andretti Green Racing   | Michael Andretti                                            | Charlie Kimball Marco Andretti J. R. Hildebrand | Marco Andretti J. R. Hildebrand Robbie Pecorari           | Charlie Kimball                    |

Két ország csapata, bár rajta volt a nevezési listán, egyetlen versenyen sem indult. Ez a két csapat a következő:
| Ország        | Csapat     | Csapattulajdonos | Versenyzők | Újonc versenyzők | Tesztversenyzők |
| ------------- | ---------- | ---------------- | ---------- | ---------------- | --------------- |
| Kanada (1)    |            | Wade Cherwayko   |            |                  |                 |
| Pakisztán (2) | Team Craft | Adam Khan        | Adam Khan  |                  | Adam Khan       |

## „Powered by Ferrari”
2007. október 11-én az A1GP és a Ferrari egy hatéves együttműködési szerződést írt alá, eszerint ezekben az években az olasz istálló fogja gyártani az autókat, amelyek a korábban a Formula–1-ben az egyéni és a konstruktőri világbajnoki címet is megszerző F2004 egy változata. A motort szintén a Ferrari szolgáltatja, a V8-as erőforrás mintegy 600 lóerős teljesítményre képes. A gumikat a Michelin szállítja.
Az új autó több, mint 5 600 tesztkilométert futott különféle tesztpályákon. Ezek Mugello, Fiorano, Imola, a Circuito Gaudix, Silverstone, a Donington Park, Paul Ricard és Circuit de Nevers Magny-Cours voltak. A legtöbbet Andrea Bertolini tesztelte, azonban még rajta kívül részt vett a teszteken Marc Gené, Patrick Friesacher, Jonny Kane és Danny Watts is.

## Versenynaptár
A hivatalos versenynaptárat 2008. június 9-én adták ki.
Az eredeti tervek szerint Mugellóban lett volna az első verseny, azonban ezt később kénytelenek voltak törölni, így a szezon végül Hollandiában kezdődött.
Később újabb változtatásokat eszközöltek a versenynaptárban, a kínai és az indonéz verseny cserélt helyet. Később az indonéz versenyt is törölték.
2009 áprilisában kiderült, hogy a mexikói versenyt is törölni kell, az országban elharapózó újinfluenza-járvány miatt.
| # | Időpont              | Ország                  | Helyszín                            | Sprintverseny győztese | Főverseny győztese | Összefoglaló |
| - | -------------------- | ----------------------- | ----------------------------------- | ---------------------- | ------------------ | ------------ |
|   | 2008. szeptember 21. | Olaszország             | Autodromo Internazionale di Mugello | Törölve                | Törölve            | Összefoglaló |
| 1 | 2008. október 5.     | Hollandia               | Circuit Park Zandvoort              | Malajzia               | Franciaország      | Összefoglaló |
| 2 | 2008. november 9.    | Kína                    | Chengdu International Circuit       | Írország               | Portugália         | Összefoglaló |
| 3 | 2008. november 23.   | Malajzia                | Sepang International Circuit        | Svájc                  | Írország           | Összefoglaló |
| 4 | 2009. január 25.     | Új-Zéland               | Taupo Motorsport Park               | Írország               | Svájc              | Összefoglaló |
|   | 2009. február 8.     | Indonézia               | Jakarta Street Circuit              | Törölve                | Törölve            | összefoglaló |
| 5 | 2009. február 22.    | Dél-afrikai Köztársaság | Kyalami                             | Hollandia              | Svájc              | Összefoglaló |
| 6 | 2009. április 12.    | Portugália              | Autódromo Internacional do Algarve  | Hollandia              | Svájc              | Összefoglaló |
| 7 | 2009. május 3.       | Egyesült Királyság      | Brands Hatch                        | Írország               | Írország           | Összefoglaló |
|   | 2009. május 24.      | Mexikó                  | Autódromo Hermanos Rodríguez        | Törölve                | Törölve            | Összefoglaló |

## Végeredmény
| Poz. | Csapat             | Versenyzők          | NLD | NLD | CHN | CHN | MYS | MYS | NZL | NZL | RSA | RSA | POR | POR | GBR | GBR | Összpontszám | Levonás | Pont |
| Poz. | Csapat             | Versenyzők          | spr | fő  | spr | fő  | spr | fő  | spr | fő  | spr | fő  | spr | fő  | spr | fő  | Összpontszám | Levonás | Pont |
| ---- | ------------------ | ------------------- | --- | --- | --- | --- | --- | --- | --- | --- | --- | --- | --- | --- | --- | --- | ------------ | ------- | ---- |
| 1    | Írország           | Adam Carroll        | Ret | Ret | 1*  | 2   | 5   | 1*  | 1   | 2   | 4   | Ret | 2*  | 5*  | 1*  | 1   | 112          |         | 112  |
| 2    | Svájc              | Neel Jani           | 5   | Ret | 4   | 4   | 1*  | Ret | 2*  | 1   | 3   | 1   | 15  | 1   | 8   | 3   | 99           | 4       | 95   |
| 3    | Portugália         | Filipe Albuquerque  | 9   | Ret | 6   | 1   | 4   | 2   | 6   | 3*  | 2*  | 5   | 3   | 2   | 5   | 5   | 92           |         | 92   |
| 4    | Hollandia          | Jeroen Bleekemolen  | 4   | 5   |     |     | 6   | 8   |     |     | 1   | 4   |     |     | 6   | 2   | 81           | 6       | 75   |
| 4    | Hollandia          | Robert Doornbos     |     |     | 2   | 16* |     |     | 3   | 5   |     |     | 1   | DNS |     |     | 81           | 6       | 75   |
| 5    | Franciaország      | Loïc Duval          | 3*  | 1   |     |     | 2   | 14  | 4   | 6   |     |     |     |     |     |     | 47           |         | 47   |
| 5    | Franciaország      | Nicolas Prost       |     |     | 8   | Ret |     |     |     |     | 10  | Ret | 13  | 6   | 9   | 10  | 47           |         | 47   |
| 6    | Malajzia           | Fairuz Fauzy        | 1   | 2   | 13  | 5   | 15  | 10  | 8   | 10  | 9   | NC* | 8   | 3   |     |     | 43           |         | 43   |
| 6    | Malajzia           | Aaron Lim           |     |     |     |     |     |     |     |     |     |     |     |     | 16  | Ret | 43           |         | 43   |
| 7    | Új-Zéland          | Earl Bamber         | 2   | 3   |     |     | 3   | 6   |     |     | 8   | Ret | Ret | Ret | Ret | Ret | 36           |         | 36   |
| 7    | Új-Zéland          | Chris van der Drift |     |     | 7   | 11  |     |     | 5   | 13  |     |     |     |     |     |     | 36           |         | 36   |
| 8    | Ausztrália         | John Martin         | 12  | 4   | 11  | 6   | 8   | 4   | Ret | 4   | 12  | 13  | 10  | 12  | 7   | 8*  | 36           |         | 36   |
| 9    | Monaco             | Clivio Piccione     | Ret | 6   | 9   | 7   | 12  | Ret | 16  | Ret | 5   | 3   | 5   | Ret | Ret | 4   | 35           |         | 35   |
| 10   | Egyesült Királyság | Danny Watts         |     |     | 3   | 3   | Ret | 16  |     |     | Ret | 7   |     |     |     |     | 28           |         | 28   |
| 10   | Egyesült Királyság | Dan Clarke          |     |     |     |     |     |     | 12  | 12  |     |     | 11  | 7   | 13  | 7   | 28           |         | 28   |
| 11   | USA                | Charlie Kimball     | 8   | 10* |     |     |     |     |     |     |     |     |     |     |     |     | 24           |         | 24   |
| 11   | USA                | Marco Andretti      |     |     | 15  | 8   | Ret | 3   | 11  | 11  | 17  | 8   | 12  | Ret |     |     | 24           |         | 24   |
| 11   | USA                | J. R. Hildebrand    |     |     |     |     |     |     |     |     |     |     |     |     | 4   | 14  | 24           |         | 24   |
| 12   | India              | Narain Karthikeyan  |     |     | 10  | 10  | Ret | Ret | 9   | 7   | 6   | 12  | 6   | 11  | 2   | Ret | 19           |         | 19   |
| 13   | Mexikó             | Davíd Garza Pérez   |     |     | 16  | 15  | 14  | 15  |     |     |     |     |     |     |     |     | 19           |         | 19   |
| 13   | Mexikó             | Salvador Durán      |     |     |     |     |     |     | 15  | Ret | 16  | Ret | 9   | 4   | 3   | 6   | 19           |         | 19   |
| 14   | Dél-Afrika         | Adrian Zaugg        | 6   | Ret | 5   | 9   | 9   | 5   | 10  | 9   | 7   | Ret | 17  | Ret |     |     | 19           |         | 19   |
| 14   | Dél-Afrika         | Alan van der Merwe  |     |     |     |     |     |     |     |     |     |     |     |     | 15  | 11  | 19           |         | 19   |
| 15   | Brazília           | Felipe Guimarães    | 14  | Ret | 20  | Ret | Ret | 7   | 14  | 15  | 15  | 2   | 7   | DNS | DNS | DNS | 18           |         | 18   |
| 16   | Olaszország        | Fabio Onidi         | 7   | Ret |     |     |     |     |     |     |     |     |     |     |     |     | 17           |         | 17   |
| 16   | Olaszország        | Edoardo Piscopo     |     |     | 14  | Ret | 7   | 11  | 7   | 8   | 11  | 10  |     |     |     |     | 17           |         | 17   |
| 16   | Olaszország        | Vitantonio Liuzzi   |     |     |     |     |     |     |     |     |     |     | 4   | Ret | 10  | 9   | 17           |         | 17   |
| 17   | Libanon            | Daniel Morad        | 10  | 8   | 12  | 13  | 11  | 12  | Ret | Ret | NC  | 6   | Ret | Ret | Ret | 12  | 8            |         | 8    |
| 18   | Kína               | Ho-Pin Tung         | 13  | 9   | 17  | 12  | 10  | 9   |     |     | 13  | Ret | 16  | 8   |     |     | 7            |         | 7    |
| 18   | Kína               | Congfu Cheng        |     |     |     |     |     |     | Ret | 14  |     |     |     |     | 14  | Ret | 7            |         | 7    |
| 19   | Korea              | Hwang Jin-Woo       | Ret | 7   | 19  | 17  | DNS | DNS |     |     |     |     |     |     |     |     | 4            |         | 4    |
| 20   | Indonézia          | Satrio Hermanto     | Ret | Ret | 18  | 14  | 13  | 13  | 13  | Ret |     |     |     |     | 12  | 13  | 3            |         | 3    |
| 20   | Indonézia          | Zahir Ali           |     |     |     |     |     |     |     |     | 18  | 9   | 14  | 10  |     |     | 3            |         | 3    |
| 21   | Németország        | Michael Ammermüller |     |     |     |     |     |     |     |     | 14  | 11  |     |     | 11  | Ret | 2            |         | 2    |
| 21   | Németország        | André Lotterer      |     |     |     |     |     |     |     |     |     |     | Ret | 9   |     |     | 2            |         | 2    |
| Poz. | Csapat             | Versenyzők          | spr | fő  | spr | fő  | spr | fő  | spr | fő  | spr | fő  | spr | fő  | spr | fő  | Összpontszám | Levonás | Pont |
| Poz. | Csapat             | Versenyzők          | NLD | NLD | CHN | CHN | MYS | MYS | NZL | NZL | RSA | RSA | POR | POR | GBR | GBR | Összpontszám | Levonás | Pont |